# Kofila
Kofila est une commune rurale située dans le département de Léna de la province du Houet dans la région des Hauts-Bassins au Burkina Faso.

## Géographie
Kofila est un village Bobo-jula situé à 3 km au nord de Léna et à une cinquantaine de kilomètres de Bobo-Dioulasso.

## Histoire
Avant de prendre le nom Kofila le village était habité par les autochtones Bobos qui habitent le quartier « Koro ». Les Bobo-dioula seraient venus de Mandé via la vieille ville Jula de Kong. Autrement, ils étaient des jula à l’origine. Mais le brassage ethnique avec les Bobos a généré l’ethnie Bobo-dioula[réf. souhaitée]. Les Bobo-dioula ont reçu l’hospitalité des autochtones à leur arrivée. Les hôtes auraient dit aux nouveaux venus de balayer l’arrière-cour (ce qui signifie en jula ko-filan) et de s’y installer. D’où le nom actuel de Kofila.[réf. nécessaire] Présentement tout le village se réclame Bobo-dioula socialement et culturellement. Le village est totalement musulman ; il n’y a que des mosquées à Kofila sans aucun autre type de lieu de culte sur place.

## Éducation et santé
Kofila accueille un centre de santé et de promotion sociale (CSPS).

## Culture
L'Association Badja Music (ABM), fondée en 2015, participe à la valorisation de la culture de Kofila notamment le badja[Quoi ?].